# Boy King
Boy King — пятый студийный альбом британской группы Wild Beasts, вышедший 5 августа 2016 года.

## Об альбоме
Продюсером альбома выступил американский инди-продюсер Джон Конглтон, ранее работавший с St. Vincent, War on Drugs, John Grant.
Критики отмечают, что альбом «наполнен тестостероном», и подчёркивает безудержное мужское эго. По словам басиста группы, предыдущий альбом был о любви, а этот — о сексе.

## Список композиций
1. Big Cat — 3:07
2. Tough Guy — 3:31
3. Alpha Female — 3:44
4. Get My Bang — 3:32
5. Celestial Creatures — 4:28
6. 2BU — 4:18
7. He The Colossus — 4:10
8. Ponytail — 3:38
9. Eat Your Heart Out Adonis — 3:56
10. Dreamliner — 4:44